# Saint-Blin-Semilly
Ancienne commune de la Haute-Marne, la commune de Saint-Blin-Semilly a existé de 1972 à 1997. Elle a été créée en 1972 par la fusion des communes de Semilly et de Saint-Blin. En 1997 elle a été supprimée et les deux communes constituantes ont été rétablies.